# Збройні сили Лівану
Збройні сили Лівану (араб. القوات المسلحة اللبنانية, трансліт. Al-Quwwāt al-Musallaḥa al-Lubnāniyya), також відомі як Ліванська армія (араб. الجيش اللبناني, трансліт. Al-Jaish al-Lubnani)) — сукупність військ Республіки Ліван, призначена для захисту свободи, незалежності та територіальної цілісності держави. Складаються з трьох родів військ:

## Історія

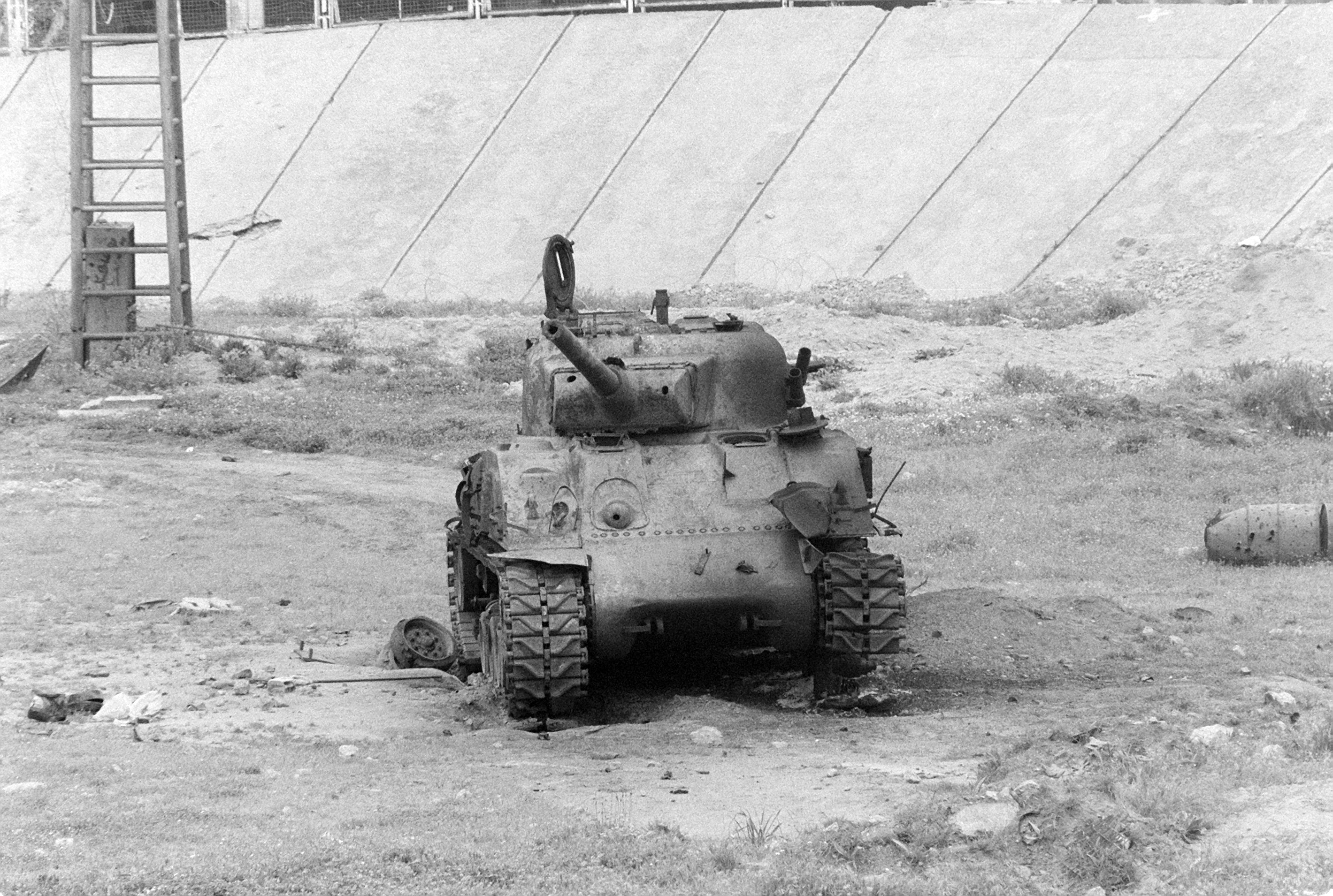
Підбитий Шерман у Лівані

Армія Лівану була утворена з раніше існуючих підрозділів «спеціальних військ Леванту» (створених у період французького мандата як місцеві військові формування), а також військових частин, запасів озброєння та техніки, що залишилися після евакуації французьких військ з Лівану 1946 року. Офіційною датою створення збройних сил вважабть 1 серпня 1945 року.
З травня 1948 року ліванська армія прийняла посильну (до 2000 військовослужбовців) участь в Арабо-ізраїльській війні; за її результатами 23 березня 1949 року було підписано перемир'я з Ізраїлем.
Станом на 1952 рік, загальна чисельність збройних сил Лівану становила 8 тис. осіб (з яких, 2-3 тис. служили в жандармерії та поліцейських формуваннях).
У 1950-ті — 1960-ті військові витрати були порівняно невеликі, на рівні 4 % ВНП.
Станом на початок 1975 року, перед початком громадянської війни загальна чисельність збройних сил Лівану становила 15 тис. осіб.
- Сухопутні війська (14 тис.) складалися з однієї танкової бригади, дев'яти піхотних батальйонів, двох розвідувальних батальйонів, одного батальйону «коммандос», двох артилерійських та одного зенітно-артилерійського дивізіону. На озброєнні ліванської армії перебувало 120 танків, 150 бронетранспортерів і 75 артилерійських гармат.
- Військово-повітряні сили (близько 1000 осіб) складалися з двох ескадрилей бойових літаків і 10 гелікоптерів.
- Військово-морські сили (300 осіб) складалися з 9 патрульних та десантних катерів[6].

Після початку громадянської війни, з 1976 року почалися контакти ізраїльтян з політичними лідерами ліванських правих та християнських сил, а також командуванням ряду підрозділів ліванської армії, які перебували під їх контролем на півдні і на півночі Лівану. Протягом 1976 Ізраїль поставив правохристиянським формуванням 110 танків, бронетранспортерів та бронемашин, 5 тис. кулеметів і 12 тис. одиниць стрілецької зброї. Надалі, за даними бейрутської газети «Аш-Шарк», лише в період з початку 1977 до середини 1981 Ізраїль поставив ліванським правим 165 танків та бронемашин, 40 гармат і 5 гелікоптерів.
Станом на 1 липня 1979 року, загальна чисельність урядової армії Лівану становила 8,8 тис. осіб, у тому числі 8 тис. у складі сухопутних військ, 500 у складі ВПС і 300 осіб у складі ВМС.
1982 року 80 американських військових радників приступили до навчання підрозділів ліванської армії з метою підвищення їх боєздатності. Також, уряд Лівану приступив до закупівель великих партій озброєння в США та Франції: 1983 року на суму 1,2 млрд доларів, 1984 року — на 1 млрд доларів, 1986 року — на 400 млн доларів.
- у рамках цих поставок, на початку січня 1984 року із Франції було поставлено 100 танків AMX-13[12].

1988 року ліванська армія складалася з 10 бригад, її загальна чисельність становила близько 40 тис. військовослужбовців (з яких 25 тис. були зосереджені в районах проживання християнського населення і 15 тис. — на решті території країни). Однак ступінь технічної оснащеності та боєздатність підрозділів була неоднаковою — за повідомленнями газети «Діяр», у п'яти бригадах, де більшість особового складу становили християни, було зосереджено 75 % важкого озброєння, а в інших п'яти бригадах, де більшість військовослужбовців були мусульманами — не більше 25 % важкого озброєння.
1995 року за програмою військової допомоги збройні сили Лівану отримали з США 99 бронетранспортерів M-113, 34 артилерійських тягачі, 13 армійських джипів і 114 автомашин типу «пікап».
З відходом у квітні 2005 року сирійських військ, одним з пріоритетів уряду Лівану стало здійснення реформи та модернізації збройних сил і спецслужб. Уряд Лівану звернувся до урядів США, Великої Британії, Франції, Йорданії та Єгипту з проханням розробити програму реформування армії Лівану в найближчому майбутньому.
2007 року на озброєння армії Лівану надійшли перші автомашини HMMWV — за програмою військової допомоги із США в лютому 2007 року була отримана перша партія з 60 машин, і в листопаді 2007 року — ще 130 машин.
2008 року за програмою військової допомоги США передали Лівану партію автоматичних гвинтівок M-16, карабінів M4, боєприпаси до стрілецької зброї, бронежилети, позашляховики та вантажні автомашини. 2009 року США передали для ВПС Лівану партію з 12 розвідувальних безпілотних літальних апаратів RQ-11B «Raven». Таким чином, Ліван став першою арабською державою, що отримали безпілотні літальні апарати американського виробництва з дозволу уряду США.

### Участь в арабо-ізраїльському та місцевих конфліктах
Влітку 2006 року ізраїльська армія зробила масштабну наступальну операцію в південній частині Лівану.
Конфлікт був спровокований 12 липня ракетно-мінометним обстрілом укріпленого пункту «Нуріт» та прикордонного населеного пункту Шломі на півночі Ізраїлю (при обстрілі було поранено 11 осіб) з одночасним нападом на прикордонний патруль (вбивство трьох та захоплення двох ізраїльських військовослужбовців) Армії оборони Ізраїлю на ізраїльсько-ліванському кордоні бойовиками радикального шиїтського угруповання «Хезболли».
Основним супротивником ЦАХАЛ була «Хезболла» (на стороні якої в бойових діях брали участь бойовики інших ліванських та палестинських збройних формувань), фактично, повністю контролювала південні райони Лівана, а збройні сили Лівану не брали участі в бойових діях на півдні країни. Проте, ізраїльські ВПС кілька разів завдавали ударів по місцях дислокації урядових сил і підрозділах ліванської армії. За офіційними даними уряду Лівану, в період з 12 липня до 14 серпня 2006 року втрати ліванської армії і сил безпеки склали 43 військовослужбовців, жандармів та поліцейських убитими і 350 пораненими.

## Сучасний стан
Основними завданнями ліванських збройних сил є підтримання безпеки та стабільності країни, охорона кордонів держави, гуманітарні та рятувальні операції, пожежогасіння та боротьба з контрабандою наркотиків.
Всі три роди військ знаходяться під керівництвом та координацією Командування збройних сил Лівану, розташованого в Ярзе, на схід від столиці країни — Бейрута.
У загальній складності в країні шість військових училищ та шкіл. Деякі кадети проходять підготовку за кордоном.
Зброя та спорядження ліванських збройних сил приблизно на 85 % виробництва США, решта з Великої Британії, Франції та радянського виробництва.
Станом на початок 2011 року, загальна чисельність збройних сил Лівану становила 59,1 тис. осіб (ще 20 тис. служать у військах внутрішньої безпеки та інших воєнізованих формуваннях).

## Комплектування
Раніше в Лівані була обов'язкова строкова служба для чоловіків за призовом, строком 1 рік. 5 травня 2005 року була прийнята нова система призову, що скоротила термін служби до 6 місяців. Через два роки обіцяно повну відмову від призову.

## Структура збройних сил

### Сухопутні війська
Сухопутні війська Лівану включають у себе:
- 5 регіональних штабів (військових округів)
- 11 мотопіхотних бригад
- 1 бригаду Республіканської гвардії (забезпечує охорону президента та супроводжує його в поїздках)
- 1 бригаду військової поліції
- 1 полк «коммандос»
- 5 полків спеціального призначення
- 1 десантно-штурмовий полк
- 1 полк морських командос
- 2 артилерійські полки
- 3 допоміжних полки (інженерний, медичний, тилового забезпечення).

Станом на початок 2011 року на озброєнні ліванської армії перебувало 326 танків, 1240 бронетранспортерів, 54 бойових розвідувальних машин, 492 гармати польової та протитанкової артилерії, 22 РСЗВ, 334 міномета і 37 пускових установок ПТКР.
На озброєнні сухопутних військ перебуває:
- 40-50 основних бойових танків Леопард 1 (40 поставлено у 2007—2008 рр.)
- 66 танків M60А3 (66 поставлено у 2008—2009 рр.)
- 93 середніх танків M48А1/А5[19]
- 200 середніх танків Т-54 та Т-55
- 40 легких танків AMX-13[23] (можливо, знаходяться на зберіганні або зняті з озброєння)
- 70-81 БМП AMX-VCI виробництва Франція
- більш 1200 бронетранспортерів M113 виробництва США
- 81 бронетранспортер VAB
- 12 бронетранспортерів Panhard M-3 виробництва Франція
- 100 командно-штабних машин M577A2 (на базі БТР М113; передані США в 1995 р.)
- 33 БРЕМ M578 (передані США в 1996—1997 рр.)
- 18 ЗРК М548А1 (на базі БТР М113; передані США в 1997 р.)
- 50-60 бронетранспортерів Chaimite (V-100 Коммандо) виробництва Португалія (на зберіганні)
- близько 20 БТР «Сарацин» виробництва Велика Британія (можливо, зняті з озброєння або передані в МВС)
- 67 БРМ AML-90
- деяка кількість американських бронеавтомобілів Стегхаунд, і англійських бронемашин Ferret, Саладін (на зберіганні або зняті з озброєння)

### Військово-морські сили
Військово-морські сили Лівану займаються захистом територіальних вод і портів Лівану та боротьбою з контрабандою.
На початок 2010 року чисельність ВМС становила 1,1 тис. осіб, на озброєнні перебували два десантних кораблі і 10 патрульних катерів
На початок 2011 року чисельність ВМС становила 1,1 тис. осіб, на озброєнні перебували два десантних кораблі і 11 патрульних катерів.
На озброєнні[уточнити]:
- 5 патрульних катерів типу ATTACKER, водотоннажністю 38 тонн, виробництва Великої Британії
- 2 патрульних катери типу TRACKER, водотоннажністю 31 тонна, виробництва Великої Британії
- 2 французьких десантних корабля типу EDIC, водотоннажністю 670 тонн
- 25 малих патрульних катерів водотоннажністю 6 тонн

### Повітряні сили
Станом на початок 2011 року, чисельність ПС становить 1 тис. військовослужбовців. На озброєнні знаходяться шість винищувачів-бомбардувальників «Хантер» Mk.9, один Cessna AC-208 «Combat Caravan», один вертоліт AW-139, 24 UH-1H, п'ять Bell 212, вісім SA.342 «Gazelle», п'ять SA.316 «Aluette-III», п'ять SA.330, чотири Robinson R44 «Raven II», три S-61 і один SA.318.

## Військові звання та відзнаки

### Генерали
| Знак   |         |               |                   |
| Звання | Генерал | Генерал-майор | Бригадний генерал |
|        | 'Imād   | Liwā'         | 'Ameed            |
|        | عماد    | لواء'         | عميد              |

### Вищі офіцери
| Знак   |           |              |       |
| Звання | Полковник | Підполковник | Майор |
|        | 'Aqeed    | Muqaddam     | Rā'id |
|        | عقيد      | مقدّم'        | رائد  |

### Офіцери
| Знак   |         |                |                    |
| Звання | Капітаг | Лейтенант      | Молодший лейтенант |
|        | Naqeeb  | Mulāzim 'Awwal | Mulāzim            |
|        | نقيب    | ملازم أوّل'     | ملازم              |

### Молодші офіцери
| Знак   |                        |               |                 |          |                       |         |
| Звання | Головний ворент-офіцер | Ворент-офіцер | Перший ад'ютант | Ад'ютант | Сержант першого класу | Сержант |
|        | Mu'ahhal 'Awwal        | Mu'ahhal      | Muaāwin 'Awwal  | Muaāwin  | Raqeeb 'Awwal         | Raqeeb  |
|        | مؤهل أول               | مؤهل'         | معاون أوّل       | معاون    | رقيب أوّل              | رقيب    |

### Солдатський склад
| Знак   |                      |        |              |                      |                      |                     |
| Звання | Капрал першого класу | Капрал | Рядовий      | Кадет третього року  | Кадет другого року   | Кадет першого року  |
|        | 'Areef 'Awwal        | 'Areef | Jundi 'Awwal | Telmeez Ḍabit        | Telmeez Ḍabit        | Telmeez Ḍabit       |
|        |                      |        |              | Sana Thālitha        | Sana Thāniya         | Sana 'Oula          |
|        | عريف أول             | عريف'  | جندي أول     | تلميذ ضابط سنة ثالثة | تلميذ ضابط سنة ثانية | تلميذ ضابط سنة أولى |

## Камуфляж
| Зображення |             |       |       |                 |             |        |       |
| Назва      | US Woodland | ARPAT | ARPAT | MARPAT Woodland | Tigerstripe | Lizard | Black |